# Caravela
Caravela je najsjeverniji otok otočja Bissagos u Gvineji Bisau, dio sektora Caravela, koji također uključuje otoke Carache, Maio, Ponta i Formosa. Stanovništvo sektora je 4.263, a broj stanovnika na otoku je 907 (popis iz 2009.). Površina otoka je 128 km2, a dimenzije su mu 19,3 km x 10 km. Otok je gusto pošumljen mangrovama. Ima bijele, pješčane plaže, a na otoku je i malo uzletište. Na jugoistoku se nalazi otok Carache.